# Antonio Sinibaldi

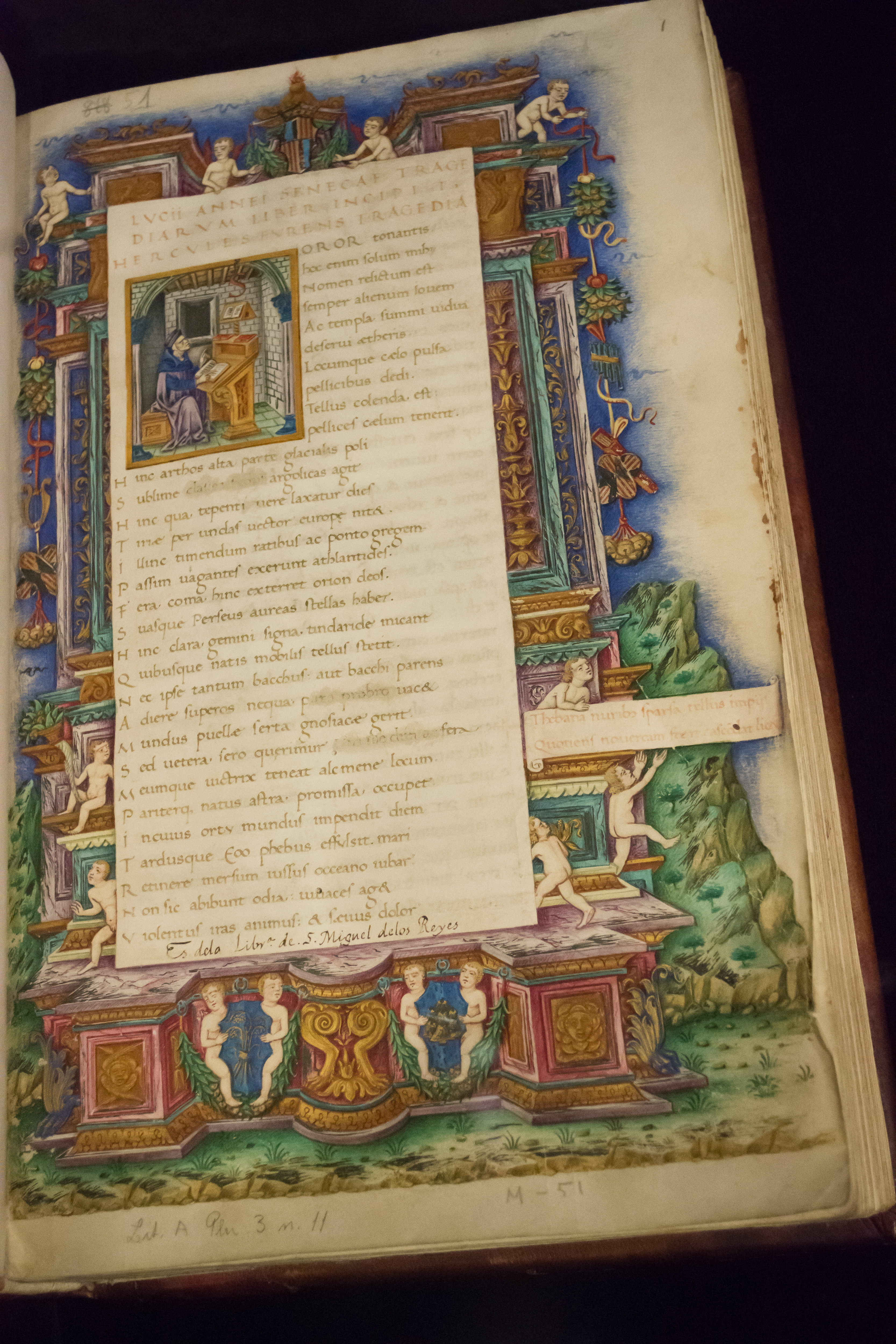
Códice en vitela escrito en Florencia en 1484 por Antonio Sinibaldi y miniado en Nápoles por Cristoforo Majorana. Transcribe las tragedias de Séneca.

Antonio Sinibaldi fue un calígrafo florentino, reputado por su escritura cursiva de estilo florentino. Vivió en la segunda mitad del siglo XV y desplegó su actividad en su Florencia natal, salvo de 1469-1477, años en los que se estableció en Nápoles como scriptor et librarius del rey aragonés Fernando I. Transcribió al latín códices para Mattia Corvino y los Medici. A destacar entre sus trabajos, el Libro Laurentiano de horas, encargo de Lorenzo el Magnífico (1485), miniado  por el ilustrador Francesco Antonio del Chierico.